# Italo Petrelli
Italo Petrelli (1918 – Ascoli Piceno, 1993) è stato un bobbista italiano.

## Biografia
Pilota dell'aeronautica militare italiana si dedicò a diversi sport fino a eccellere nel bob. In coppia con Luigi Figoli si laureò campione italiano di bob a due nel 1954. Fu vincitore di una medaglia d'argento nella stessa disciplina, ottenuta ai campionati mondiali del 1954 (edizione tenutasi a Cortina d'Ampezzo, Italia) insieme a Luigi Figoli. Nell'edizione l'oro andò all'altro equipaggio italiano (Guglielmo Scheibmeier, Andrea Zambelli), il bronzo a quello statunitense.
Dopo alterni risultati e diversi infortuni rivinse il titolo italiano a Cervinia nel 1963 in coppia con Nicolai.